# Обличчям до кулі
Обличчям до кулі (англ. Bulletface) — американський трилер 2010 року.

## Сюжет
У федерального агента Дари Маррен є всього 60 годин на те, щоб знайти і знешкодити злочинний картель, що збирається випустити на наркоринок нову продукцію — наркотиків, головним компонентом якого є спинномозкова рідина людини.

## У ролях
- Вікторія Мауретте — Дара Маррен
- Стівен Бауер — Нед Волкер
- Морган Вайссер — Джош Векслер
- Вірджинія Дайр Полін — Шеннон Далл
- Едді Велес — Ерік Мюллер
- Скотт Полін — Брендон Векслер
- Франсіа Альмендарез — Марія
- Майкл Еспарса — Бруно Марен
- Джеремі Перріш — Марко і Роберт Мюллер
- Майкл Беюф — агент Ганз
- Зак Ванвінклі — Тедді Джей
- Ассаф Коен — Емір
- Лілі Пассеро — Мейсі Свейн
- Крістал Лоус Грін — Єлена
- Алан Ебелью — доктор Шокнер
- Домініка Пюк — Ембер
- Лідія Дакота — Пас Гонсалес
- Лорен Сазерленд — бармен
- Джейд Сілі — Лея Свейн
- Лорен Крісенберрі — мексиканський агент
- Люк Карпент'є — Raver
- Дженніфер Ланда — красуня
- Деміен Перкінс — доктор Хіменес
- Джефф Гартман — Hood
- Роб Ладесіч — Ройс